# Великобритания на зимних Паралимпийских играх 2014
Великобритания на зимних Паралимпийских играх 2014 года представлена 12-ю спортсменами в 2 видах спорта.

## Медали
| Золото  |                                       |                                                                    |          |
| №       | Спортсмены                            | Вид спорта (дисциплина)                                            | Дата     |
| 1       | Келли Галлахер гид — Шарлотта Эванс   | Горнолыжный спорт (женщины, супер-гигант, с нарушением зрения)     | 10 марта |
| Серебро |                                       |                                                                    |          |
| №       | Спортсмены                            | Вид спорта (дисциплина)                                            | Дата     |
| 1       | Джейд Этерингтон Гид — Каролин Пауэлл | Горнолыжный спорт (женщины, скоростной спуск, с нарушением зрения) | 8 марта  |
| 2       | Джейд Этерингтон Гид — Каролин Пауэлл | Горнолыжный спорт (женщины, слалом, с нарушением зрения)           | 12 марта |
| Бронза  |                                       |                                                                    |          |
| №       | Спортсмены                            | Вид спорта (дисциплина)                                            | Дата     |
| 1       | Джейд Этерингтон Гид — Каролин Пауэлл | Горнолыжный спорт (женщины, супер-гигант, с нарушением зрения)     | 10 марта |

| Медали по видам спорта | Медали по видам спорта | Медали по видам спорта | Медали по видам спорта | Медали по видам спорта |
| ---------------------- | ---------------------- | ---------------------- | ---------------------- | ---------------------- |
| Вид спорта             | 1                      | 2                      | 3                      | Итого                  |
| Горнолыжный спорт      | 1                      | 2                      | 1                      | 3                      |
| Всего                  | 1                      | 2                      | 1                      | 3                      |

| Медали по дням | Медали по дням | Медали по дням | Медали по дням | Медали по дням | Медали по дням | Медали по дням |
| -------------- | -------------- | -------------- | -------------- | -------------- | -------------- | -------------- |
| День           | Дата           | 1              | 2              | 3              | Итого          |                |
| День 1         | 8 марта        | 0              | 1              | 0              | 1              |                |
| День 2         | 9 марта        | 0              | 0              | 0              | 0              |                |
| День 3         | 10 марта       | 1              | 0              | 1              | 2              |                |
| День 4         | 11 марта       | 0              | 0              | 0              | 0              |                |
| День 5         | 12 марта       | 0              | 1              | 0              | 1              |                |
| Всего          | Всего          | 1              | 2              | 1              | 3              |                |

## Состав и результаты

### Горнолыжный спорт
Женщины
| Соревнование                                 | Класс               | Спортсмены                                 | 1 спуск | 1 спуск | 2 спуск | 2 спуск | Всего   | Место |
| Соревнование                                 | Класс               | Спортсмены                                 | Время   | Место   | Время   | Место   | Всего   | Место |
| -------------------------------------------- | ------------------- | ------------------------------------------ | ------- | ------- | ------- | ------- | ------- | ----- |
| Скоростной спуск                             | Сидя                | Анна Тёрни                                 | н/д     | н/д     | н/д     | н/д     | DNF     | —     |
| Скоростной спуск                             | С нарушением зрения | Джейд Этерингтон ведущий — Каролин Пауэлл  | н/д     | н/д     | н/д     | н/д     | 1:34,28 | 2     |
| Скоростной спуск                             | С нарушением зрения | Келли Галлахер ведущий — Шарлотт Эванс     | н/д     | н/д     | н/д     | н/д     | 1:37,36 | 6     |
| Супер-гигант                                 | Сидя                | Анна Тёрни                                 | н/д     | н/д     | н/д     | н/д     | 1:35,27 | 4     |
| Супер-гигант                                 | С нарушением зрения | Келли Галлахер ведущий — Шарлотт Эванс     | н/д     | н/д     | н/д     | н/д     | 1:28,72 | 1     |
| Супер-гигант                                 | С нарушением зрения | Джейд Этерингтон ведущий — Каролин Пауэлл  | н/д     | н/д     | н/д     | н/д     | 1:29,76 | 3     |
| Супер-комбинация (Слалом + Скоростной спуск) | Сидя                | Анна Тёрни                                 | 1:19,85 | 5       |         |         |         |       |
| Супер-комбинация (Слалом + Скоростной спуск) | С нарушением зрения | Келли Галлахер Гид — Шарлотт Эванс         | —       | DNF     | —       | —       | —       | DNF   |
| Супер-комбинация (Слалом + Скоростной спуск) | С нарушением зрения | Джейд Этерингтон Гид — Каролин Пауэлл      | 1:01,80 | 2       |         |         |         |       |
| Слалом                                       | Сидя                | Анна Тёрни                                 | 1:13,94 | 5       | 1:14,39 | 5       | 2:28,33 | 5     |
| Слалом                                       | С нарушением зрения | Келли Галлахер Гид — Шарлотт Эванс         | —       | DNF     | —       | —       | —       | DNF   |
| Слалом                                       | С нарушением зрения | Джейд Этерингтон Гид — Каролин Пауэлл      | 1:00,87 | 1       | 1:01,02 | 3       | 2:01,89 | 2     |
| Слалом                                       | С нарушением зрения | Найт, Милли, Милли Найт Гид — Рейчел Ферье | 1:09,87 | 6       | 1:08,90 | 6       | 2:18,77 | 5     |

Мужчины
| Соревнование                                 | Класс | Спортсмены  | 1 спуск | 1 спуск | 2 спуск | 2 спуск | Всего | Место |
| Соревнование                                 | Класс | Спортсмены  | Время   | Место   | Время   | Место   | Всего | Место |
| -------------------------------------------- | ----- | ----------- | ------- | ------- | ------- | ------- | ----- | ----- |
| Супер-комбинация (Слалом + Скоростной спуск) | Сидя  | Мик Бреннан | 1:14,85 | 9       |         |         |       |       |